# Злота (Великопольське воєводство)
Злота (пол. Złota) — село в Польщі, у гміні Ольшувка Кольського повіту Великопольського воєводства.
Населення — 198 осіб (2011).
У 1975—1998 роках село належало до Конінського воєводства.

## Демографія
Демографічна структура станом на 31 березня 2011 року:
|          | Загалом | Допрацездатний вік | Працездатний вік | Постпрацездатний вік |
| -------- | ------- | ------------------ | ---------------- | -------------------- |
| Чоловіки | 109     | 24                 | 71               | 14                   |
| Жінки    | 89      | 20                 | 44               | 25                   |
| Разом    | 198     | 44                 | 115              | 39                   |